# Valencia (Schiff)
Die Valencia war ein 1882 in Dienst gestelltes Passagierschiff der US-amerikanischen Reederei Pacific Coast Steamship Company, das für den Liniendienst an der kanadischen und amerikanischen Pazifikküste eingesetzt wurde. Sie beförderte Passagiere und Fracht von Kalifornien nach Alaska und später nach Seattle.
Am 22. Januar 1906 verfehlte die Valencia bei schwerer See und starken Winden vor Vancouver Island die Einfahrt in die Juan-de-Fuca-Straße und prallte auf ein Riff. Wegen der schlechten Wetterverhältnisse und der aufgewühlten See konnten Rettungsschiffe nichts für die Schiffbrüchigen tun. Dem offiziellen Untersuchungsbericht zufolge kamen 136 Menschen ums Leben (darunter alle Frauen und Kinder an Bord), in einigen Quellen wird aber auch von 116 oder bis zu 181 Toten gesprochen. 37 Menschen überlebten, ausschließlich Männer. Der Untergang der Valencia gilt als eine der größten maritimen Katastrophen im pazifischen Nordwesten.

## Das Schiff

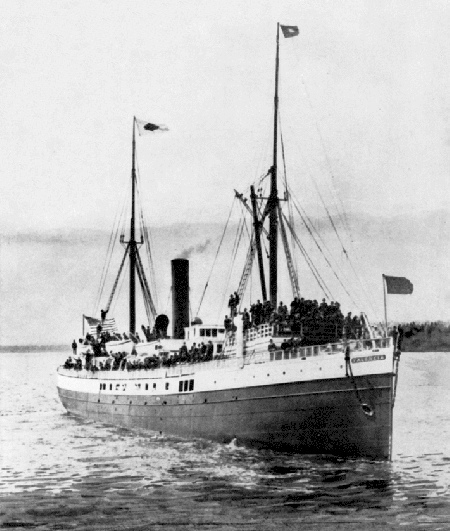
Die Valencia.

Das 1.598 BRT große, aus Eisen gebaute Dampfschiff Valencia wurde auf der Werft William Cramp and Sons in Philadelphia gebaut und im Mai 1882 in Dienst gestellt. Sie war zusammen mit ihrem bereits im Juli 1881 in Dienst gestellten Schwesterschiff Caracas (1.200 BRT) von der Pacific Packing and Navigation Company in Auftrag gegeben worden. 1902 wurde das Schiff von der Pacific Coast Steamship Company, einer 1877 gegründeten Dampfschifffahrtsgesellschaft, die Passagiere und Fracht von Kalifornien nach Alaska beförderte, aufgekauft. Der Sitz der Reederei wie auch der Heimathafen des Schiffes war San Francisco, aber offiziell registriert war es in New York.
Sie verfügte über drei Decks, vier wasserdichte Abteilungen und drei Laderäume. In sechs Rettungsbooten fanden insgesamt 181 Personen Platz, daneben standen drei Rettungsflöße für insgesamt 44 Personen zur Verfügung. Zusätzlich waren 368 Schwimmwesten vorhanden. Das Schiff war nicht mit einem doppelten Boden ausgestattet und ihre Schottenkonstruktionen waren relativ ineffektiv. Während des Spanisch-Amerikanischen Kriegs 1898 wurde das Schiff von der US-Regierung gepachtet, um Truppen zu den Philippinen zu bringen. Nach dem Krieg kehrte die Valencia auf ihre Pazifikroute zurück.
Am 27. April 1905 fand in Seattle die letzte jährliche Großinspektion des Schiffes statt. Die Valencia bediente von ihrer Indienststellung an die übliche Strecke an der Pazifikküste, wurde aber Anfang Januar 1906 auf die Route San Francisco–Seattle umgesetzt, um den Passagierdampfer City of Puebla zu ersetzen, der in San Francisco Reparaturmaßnahmen unterzogen wurde. Am 6. Januar 1906, zwei Wochen vor dem Auslaufen zu ihrer letzten Fahrt, gab es eine weitere, kleinere Sicherheitsinspektion.

### Untergang
Am Sonnabend, dem 20. Januar 1906 um 11.20 Uhr legte die Valencia bei klarem Wetter in San Francisco zu ihrer zweiten Fahrt nach Seattle ab. Sie befand sich unter dem Kommando von Kapitän Oscar Marcus Johnson und hatte 108 Passagiere (46 Erste Klasse, 62 Zweite Klasse) und 65 Besatzungsmitglieder, insgesamt 173 Personen, an Bord. Die Valencia folgte ihrem üblichen Kurs nach Norden und hielt sich dabei immer zwischen fünf und 20 Meilen von der Küste entfernt. Als der Dampfer in den frühen Morgenstunden des 21. Januar Cape Mendocino an der Küste von Humboldt County, den westlichsten Punkt Kaliforniens, passierte, verschlechterte sich das Wetter drastisch. Starke Südostwinde kamen auf, es begann heftig zu regnen und auf der Wasseroberfläche breitete sich Dunst aus. Die Sicht verschlechterte sich rapide. Das Schiff befand sich zu dem Zeitpunkt 190 Meilen nördlich von San Francisco. Astronomische Navigation zur genauen Positionsbestimmung war aufgrund der schlechten Wetterverhältnisse nicht möglich, daher waren die leitenden Offiziere gezwungen, eine Koppelnavigation durchzuführen.

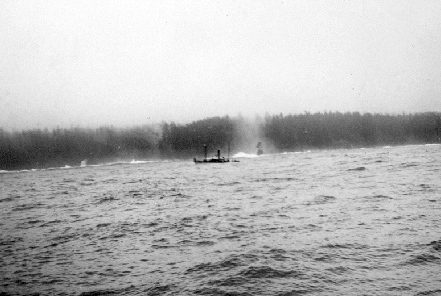
Die gestrandete Valencia, Januar 1906.

Um nach Seattle im US-Bundesstaat Washington zu gelangen, musste die Valencia nördlich von Cape Flattery in die Juan-de-Fuca-Straße, eine etwa 20 km breite Meerenge, einlaufen, um anschließend die Insel Vancouver Island östlich zu umrunden. Kapitän Johnson ging davon aus, gegen 21.30 Uhr das Umatilla-Feuerschiff zu erreichen. Am Montagabend, dem 22. Januar, war die Sicht so schlecht, dass man an Bord der Valencia kein Land ausmachen konnte. Der starke Wind und die aufgewühlte See sorgten dafür, dass das Schiff die Einfahrt der Juan-de-Fuca-Straße um etwa 20 Meilen verfehlte. Kurz vor Mitternacht, um 23.50 Uhr, prallte die Valencia elf Meilen südöstlich von Cape Beale an der Südwestküste von Vancouver Island auf das Walla Walla-Riff.
Kapitän Johnson ließ sofort die Maschinen auf volle Kraft zurück laufen, um sein Schiff von den Felsen herunterzuholen. Sobald die Valencia wieder im Wasser war, meldeten Maschinisten aus dem Maschinenraum, dass an mehreren Stellen sehr viel Seewasser in den Rumpf eindrang. Um das Schiff vor dem Untergang zu bewahren, ließ Johnson die Maschinen wieder vorwärts laufen und trieb die Valencia dadurch zurück auf die Klippen, um sie auf Grund zu setzen. Der Dampfer war nur etwa 50 Meter vom Land entfernt, aber die See zwischen ihr und dem Ufer war sehr stürmisch und aufgewühlt. Die Panik und Verwirrung an Bord war groß. Nachdem das Schiff gestoppt hatte, gingen an Bord die Lichter aus. Passagiere und Besatzungsmitglieder waren auf dem schwankenden Schiff gefangen, da aufgrund des Sturms die Rettungsboote Gefahr liefen, nach dem Fieren zu sinken. Gegen den Befehl des Kapitäns wurden trotzdem sechs Boote zu Wasser gelassen, die aber allesamt verunglückten: Drei überschlugen sich noch während des Herablassens und warfen mehr als 50 Passagiere in die See, zwei weitere kenterten im Wasser und eines verschwand spurlos.
Viele Passagiere wurden von den hohen Wellen über Bord gespült. Frauen und Kinder in Nachtgewändern wurden gesehen, wie sie versuchten, die Takelage des Schiffes hinaufzuklettern, um sich in Sicherheit zu bringen. Verzweifelte Passagiere hatten inzwischen den Choral Nearer, My God, to Thee angestimmt. Am Morgen des 23. Januar begann der Dampfer, von den Wellen hin- und hergeschleudert, langsam auseinanderzubrechen.

### Rettungsversuche

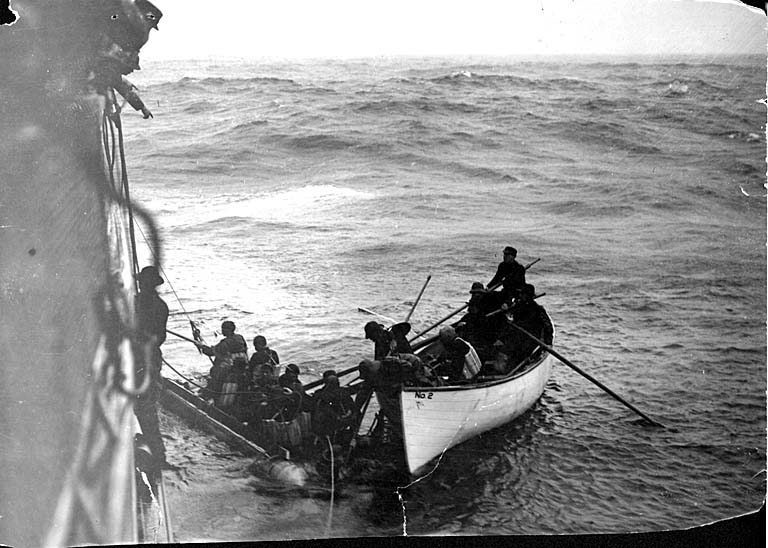
Überlebende auf einem Rettungsfloß, die durch die City of Topeka gerettet werden.

Zwölf Männer schafften es, an Land zu schwimmen, drei von ihnen wurden anschließend von den Wellen fortgerissen. Die übrigen neun fanden in den Bäumen am Ufer ein Telefonkabel, dem sie in den Wald folgten. Dort fanden sie eine Funkkabine, von der aus sie per drahtloser Telegrafie um Hilfe riefen. In der Zwischenzeit hatte eine Gruppe von Besatzungsmitgliedern in einem weiteren Rettungsboot mit dem Auftrag abgelegt, einen sicheren Landeplatz zu finden und von dort aus das Schiff mit einem Seil zu verbinden. Als sie an Land kamen, entdeckten sie ein Schild mit der Aufschrift „Drei Meilen bis Cape Beale“. Der ursprüngliche Plan wurde fallen gelassen, und die Männer machten sich auf einen Fußmarsch zum Leuchtturm von Cape Beale, wo sie nach zweieinhalb Stunden eintrafen und den Diensthabenden von dem Unglück in Kenntnis setzten.
Die Nachricht von der Havarie der Valencia hatte jedoch bereits per Funk Victoria (British Columbia) erreicht, von wo aus umgehend drei Schiffe zum Unglücksort aufbrachen. Das größte war der Passagierdampfer Queen, der von dem Bergungsschiff Salvor und dem Schlepper Czar begleitet wurde. Die Queen, unter dem Kommando von Kapitän N. E. Cousins, erreichte die Valencia am Morgen des 24. Januar, aber wegen der immer noch stürmischen See konnten keine Bergungsversuche unternommen werden. Die Salvor und die Czar brachen nach Bamfield auf, um eine Rettungsaktion über das Land vorzubereiten.
An Bord der Valencia, die immer noch auf den Felsen saß, wurden zwei Rettungsflöße zu Wasser gelassen, aber kaum jemand wollte einsteigen. Die Passagiere gingen davon aus, dass die Rettungsschiffe sie in Kürze an Bord nehmen würden. Mittlerweile war ein weiteres Schiff vor Ort eingetroffen, die City of Topeka unter dem Kommando von Kapitän Gibbs, die derselben Reederei angehörte, aber auch sie konnte nicht zur Valencia vordringen. Sie schaffte es, 18 Männer von einem der Flöße zu bergen. Das andere Floß, das vier Männer an Bord hatte, wurde an Land gespült und von nordamerikanischen Indianern gefunden.
Als das Rettungsteam, das die Schiffbrüchigen vom Land aus bergen wollte, auf dem Kliff eintraf, sah es, dass nur noch Teile der Valencia aus dem Wasser ragten und dass sich viele Passagiere an die Takelage und die Decksaufbauten klammerten. Ihre Versuche, Seile an dem Wrack zu befestigen, schlugen fehl. Gegen 11.30 Uhr am Mittwoch, dem 24. Januar, 36 Stunden nach der Strandung, riss eine große Welle die Überreste der Valencia von den Felsen herunter und spülte sie in den Pazifik. Keine der an Bord gebliebenen Personen konnte gerettet werden. Manche Passagiere wurden gegen Felsen geschleudert und getötet, andere wurden von den Wellen ins offene Meer getrieben und ertranken.
Insgesamt 136 Menschen kamen bei dem Untergang ums Leben, darunter 40 Besatzungsmitglieder und 96 Passagiere. 37 Menschen überlebten, darunter 25 Besatzungsmitglieder und zwölf Passagiere. Alle 17 Frauen und elf Kinder an Bord kamen ums Leben. Es wurden nur 33 Leichen geborgen. Auch Kapitän Johnson war unter den Todesopfern. Über ihn wurde hinterher berichtet, dass er bis zuletzt auf der Brücke blieb und laut für seine Passagiere gebetet hatte. Der Untergang der Valencia ist bis heute eines der schwersten Schiffsunglücke im pazifischen Nordwesten.

## Untersuchung und Folgen

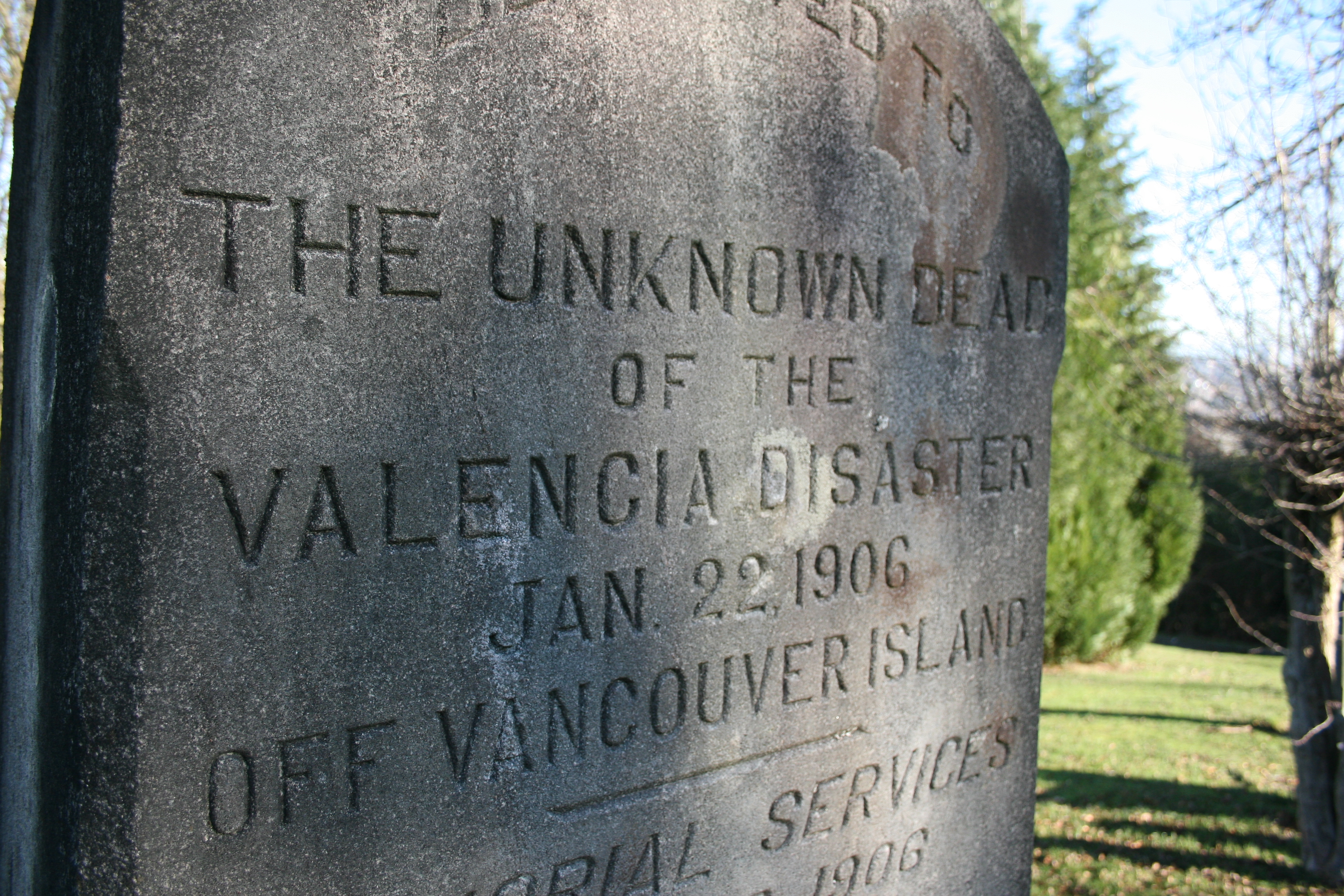
Grabstein für die unbekannten Toten des Valencia-Untergangs auf dem Queen Anne cemetery in Seattle, Washington.

Nur wenige Tage nach dem Untergang, am 27. Januar, begann die Untersuchung der Katastrophe durch den United States Marine Inspection Service. Den Vorsitz hatten Captain Bion B. Whitney und Captain Robert A. Turner. Im Verlauf der Anhörungen, die sich bis zum 13. Februar erstreckten, wurden fast alle der 37 Überlebenden angehört. Am 17. März 1906 wurde der Abschlussbericht dem kanadischen Handelsministerium vorgelegt.
Der amtierende US-Präsident, Theodore Roosevelt, gab eine weitere Untersuchung in Auftrag, die zum einen aufklären sollte, wie es zu der Tragödie hatte kommen können und zum anderen, wie man in der Zukunft derartige Unfälle vermeiden könne. Die Kommission lud 60 Zeugen vor, sammelte über 30 Beweisstücke und nahm 1.860 Seiten an Aussagen auf. Der Abschlussbericht dieser Federal Trade Commission, die von Lawrence O. Murray, dem stellvertretenden Handelsminister der Vereinigten Staaten, geleitet wurde, wurde am 14. April 1906 veröffentlicht.
Das abschließende Ergebnis war, dass Fehler bei der Navigation des Schiffes und das schlechte Wetter zu dem Unglück geführt hatten. Es wurde festgehalten, dass die Rettungsmittel in einem guten Zustand und auch ausreichend waren, dass es aber versäumt wurde, Rettungsübungen an Bord durchzuführen. Die Rettungsschiffe hatten alles in ihrer Macht stehende getan, um den Passagieren der Valencia zu Hilfe zu kommen.
Der hohe Verlust von Menschenleben wurde auch der Tatsache zugeschrieben, dass es an der Küste von Vancouver Island nur begrenzte Rettungsmittel gab. Der Roosevelt-Report forderte die Errichtung eines Leuchtturms zwischen Cape Beale und Carmanah Point sowie einen Pfad an der Küstenlinie, der mit Rettungsstationen für Schiffbrüchige ausgerüstet war. Weiterhin erging die Empfehlung, dass die in der Nähe befindlichen Städte Tofino und Ucluelet mit Surfbooten ausgestattet werden sollten, die in Notfällen Menschen aus dem Wasser retten konnten. Zu diesem Zweck sollte auch die Stadt Bamfield über ein dampfbetriebenes Rettungsschiff verfügen. Die kanadische Regierung ergriff umgehend entsprechende Maßnahmen. 1908 nahm der Pachena Point-Leuchtturm seine Arbeit auf und 1911 wurde der Wanderpfad West Coast Trail fertiggestellt.

## Trivia

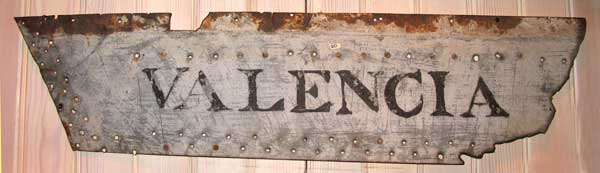
Namenszug des Rettungsbootes.

1933, 27 Jahre nach dem Untergang der Valencia, wurde in der Bucht Barkley Sound eines der Rettungsboote des Schiffes, Nr. 5, aufgefunden. Das Boot war in einem überraschend guten Zustand, auch der Farbanstrich war gut erhalten. Der Namenszug des Bootes befindet sich heute im Maritime Museum of British Columbia in Victoria.
Im Zusammenhang mit dem dramatischen Ende des Schiffes kam es nach dem Untergang zu diversen Geistergeschichten rund um die Valencia. Fünf Monate nach dem Unglück behauptete ein örtlicher Fischer, in einer Höhle am Wasser ein Rettungsboot der Valencia mit acht Skeletten an Bord gesehen zu haben. Eine Gruppe, die sich auf die Suche nach der Höhle machte, konnte sie jedoch nicht finden. 1910 berichtete die Tageszeitung The Seattle Times von ein paar Seemännern, die behaupteten, in der Nähe von Pachena Point ein Geisterschiff gesehen zu haben, das der Valencia ähnelte.
Die kanadische Dichterin und Schriftstellerin Agnes Lockhart Hughes schrieb über den Untergang der Valencia das Gedicht The Wreck of the Valencia, das sie bei einem Gedenkgottesdienst persönlich vortrug.

## Graveyard of the Pacific
Die Valencia ging in einem Seegebiet unter, das als Graveyard of the Pacific („Friedhof des Pazifiks“) bekannt ist. Aufgrund von unberechenbaren Strömungen, plötzlich aufkommenden Nebelbänken und der oft tückischen See kam es in dem Gebiet schon zu zahlreichen Unglücken. Schätzungsweise 2.000 Schiffe und 700 Menschenleben gingen im Graveyard bereits verloren. Als besonders gefährlich gelten die Gegenden um die Sandbank Columbia Bar, das Kap Cape Flattery, die Klippen an der Westküste von Vancouver Islands und die Juan-de-Fuca-Straße.
Die Valencia ist eines der bekanntesten und meist publizierten Wracks der Region. Andere größere Schifffahrtsunglücke im Graveyard sind unter anderem:
- Das Passagierschiff Clallam sank am 8. Januar 1904 vor San Juan Island in der Juan-de-Fuca-Straße in einem Sturm, 56 Menschen starben
- Die Fähre Dix kollidierte am 18. November 1906 in der Elliott Bay vor Seattle mit dem Schoner Jeanie, 45 Menschen starben
- Der Coastal Liner Sechelt kenterte am 24. März 1911 vor Church Point in der Juan-de-Fuca-Straße bei schwerer See und sank, es gab keine Überlebenden